# Enneagram Osobowości

Enneagram

Enneagram Osobowości (czyt. ennagram) – nieuznawany w środowisku psychologów system opisujący dziewięć typów osobowości. Zwykle przedstawiany na diagramie w kształcie dziewięcioramiennej gwiazdy (gr. ennea – „dziewięć”, gram – „znak”).  
Enneagram został opisany i przedstawiony przez Oscara Ichazo w 1970 roku, który jego pochodzenia dopatrywał się w bliskowschodniej tradycji sufizmu. 
Środowisko psychologiczne nie uznaje go za teorię naukową ze względu na to, że systemów nie jest oparty na żadnych badaniach naukowych, dlatego można go określić mianem "paranaukowego".
Enneagram zakłada, że osobowość każdego człowieka można przyporządkować do jednego z dziewięciu typów, które nie zmieniają się na przestrzeni czasu co jest niezgodne z prawdą bowiem człowiek rozwija się w obszarze, który jest mu przypisany. Próbą nadania enneagramowi charakteru naukowego jest twierdzenie, że percepcja każdego człowieka jest odbiciem wszelakich doświadczeń oraz traum.
Wpisany w koło enneagram przedstawia, w sposób geometryczny, model złożony z wzajemnie powiązanych linii i triad (połączonych w "trójki" typów przejawiających wspólne cechy). Człowiek ma możliwość wykształcenia każdego z typów osobowości, jednak najsilniej związany jest z jednym. Po osiągnięciu dojrzałości nie jest w stanie zmienić typu osobowości. Możliwa jest jednak koegzystencja cech spoza spektrum głównego typu, co na schemacie geometrycznym przedstawia się jako "skrzydła" lub "odnogi".
Enneagram zakłada, że w momencie utraty zdolności do obserwacji samego siebie, każdy z typów zaczyna przejawiać zachowania patologiczne, co miałoby wyjaśniać zaburzenia osobowości i ich etiologię. Poszczególne odnogi enneagramu opierają się na analizie zachowania, przekonań, duchowości i fizyczności danej osoby, oraz jej stosunku do świata zewnętrznego.

## Założenia Enneagramu
System wyróżnia dziewięć typów osobowości. Typy oznaczono cyframi ze względu na ich uniwersalny i neutralny charakter. Oznaczenia cyfrowe nie budzą skojarzeń, w przeciwieństwie do określeń opisowych (np. czwórka jako "tragiczny romantyk"). System ten nie ma powiązania z numerologią. 
| Typ | Symbol | Nazwa polska (Alternatywne tłumaczenia)                  | Nazwa oryginalna               | Opis typu |
| --- | ------ | -------------------------------------------------------- | ------------------------------ | --- |
| 1   |        | Perfekcjonista (Idealista, Reformator)                   | The Reformer                   | Obowiązkowy, skrupulatny, samokrytyczny i praworządny realista. Jedną z jego największych wartości jest moralność. Ma tendencje do traktowania życia jako obowiązku lub wiarę we własną nieomylność. W dzieciństwie tzw. grzeczne dziecko, od którego oczekiwano zbyt wiele. |
| 2   |        | Dawca (Pomocnik, Altruista, Opiekun)                     | The Helper                     | Jest ciepły, troskliwy i opiekuńczy. Doskonale wyczuwa potrzeby innych i stara się je zaspokajać, aby w zamian zyskać miłość i akceptację. Skupiając się na innych, najczęściej zapomina o samym sobie i o własnych potrzebach. Może manipulować ludźmi, zmieniać się dla nich – często nie wie, kim tak naprawdę jest i odpowiedzi na to pytanie szuka u innych. |
| 3   |        | Wykonawca (Zdobywca)                                     | The Achiever                   | Energiczny, często ekstrawertyczny, ufa swoim możliwościom i dąży do osiągnięcia swoich celów. Uważa, że na świecie liczą się tylko ci, którzy odnieśli sukces – zarówno w życiu zawodowym, jak i prywatnym. Potrafi przybierać różne pozy i zakładać różne maski w zależności od tego, jaki wizerunek jest podziwiany w danej grupie. Swoją wartość mierzy ilością własnych sukcesów – ich brak lub niedobór uważa za porażkę i powód, dla którego inni mogą go odtrącić. U przedstawicieli tego typu częściej niż u innych diagnozuje się narcystyczne zaburzenie osobowości.     |
| 4   |        | Indywidualista (Twórca, Ekscentryk, Tragiczny Romantyk)  | The Individualist              | Romantyk, jest wrażliwy, czuły, spostrzegawczy. Ma poczucie inności, wiecznie czeka na szczęście, które dopiero ma nadejść. Nie potrafi się zadowolić tym, co ma, tylko niezdobyte (i często nieosiągalne) rzeczy są dla niego pociągające. Osamotniony w świecie własnych burzliwych emocji, bywa egocentryczny. Dzięki takiej skrajności przeżyć potrafi doskonale zrozumieć drugiego człowieka, włączając w to nawet najciemniejsze strony jego psychiki. |
| 5   |        | Obserwator (Intelektualista, Myśliciel)                  | The Investigator               | Introwertyk, ciekawy świata, z potrzebą wiedzy o nim, analityczny i wnikliwy. Przeczulony na punkcie prywatności i niezależności. Uważa, że nie należy kierować się emocjami, ponieważ są one zbyt nietrwałe, a uzewnętrznianie ich to oznaka słabości. Stara się wszystko przemyśleć. Nie reaguje spontanicznie, zwłaszcza w zaskakujących go sytuacjach stara się odsunąć na bok, by dopiero potem przeżyć wszystko w samotności. Często jest przez to nieświadomy swoich prawdziwych uczuć. Potrafi podejmować na chłodno trudne decyzje.                                        |
| 6   |        | Lojalista (Strażnik, Adwokat Diabła)                     | The Loyalist                   | Odpowiedzialny, godny zaufania, lojalny wobec rodziny i przyjaciół. Szuka ciągłego zagrożenia – tam, gdzie go nie zauważa, wyobraża je sobie. Jest obowiązkowy, zależy mu na sumiennej pracy w grupie. Oddany przyjaciel. Szóstka może być fobiczna lub kontrfobiczna – uciekać lub atakować w obliczu niebezpieczeństwa. Dobrze funkcjonuje w systemach prawnych: daje wiarę innym i potrafi sprawiedliwie wydawać wyroki. |
| 7   |        | Epikurejczyk (Poszukiwacz Przygód, Entuzjasta, Fantasta) | The Enthusiast, The Adventurer | Energiczny, żywotny i optymistyczny. Z życia, które jest dla niego jedną wielką przygodą i zabawą, chce czerpać pełnymi garściami. Zawsze ma mnóstwo planów, a przyszłość widzi w kolorowych barwach. Trudno mu zrozumieć, że ktoś lub coś może stawać mu na drodze do szczęścia, bywa narcystyczny. Miewa problemy z koncentracją. Nie myśli o bólu i stara się go unikać za wszelką cenę, nawet jeśli oznacza to zaprzeczanie rzeczywistości. |
| 8   |        | Szef (Obrońca, Opiekun, Władca, Wojownik)                | The Challenger, The Protector  | Bezpośredni, pewny siebie, odważny i opiekuńczy. Nie boi się bronić tego, co dla niego ważne, przeważnie nie stroni od konfliktów. Okazuje siłę, często jest ekspansywny. Wszystkiego chce więcej, jest zawsze najgłośniejszy i ciągle niezaspokojony. Jeśli się w coś angażuje, to z pełnym poświęceniem. Widzi świat w skrajnościach. Jako dziecko doszedł do wniosku, że bycie grzecznym się nie opłaca. |
| 9   |        | Mediator (Pojednawca, Rozjemca, Negocjator, Osadnik)     | The Peacemaker                 | Jest z natury dobry oraz wrażliwy. Poszukuje jedności z innymi ludźmi i ze światem wokół. Niezdecydowany, spokojny, powolny. Wie, czego chcą inni, ale nie wie, czego sam chce. W dzieciństwie jego potrzeby i opinie prawdopodobnie były ignorowane. Najbardziej uparty ze wszystkich typów Enneagramu. Potrafi zjednoczyć się z drugą osobą, pragnąć tego, czego ona chce i pomagać jej. Podąża za innymi. Kiedy podejrzewa, że jest manipulowany, zatrzymuje się i ma nadzieję, że problem sam się rozwiąże. Ma trudności z podejmowaniem decyzji i z konstruktywnym działaniem. |

## Skrzydła
Każda osobowość reprezentująca dany typ przejmuje część cech typów sąsiadujących. Zazwyczaj jeden z nich ma większy wpływ na osobowość takiej osoby. Mówi się wtedy o „skrzydle” (ang. wing), które jest zapisywane przy typie głównym (np. Dziewiątka ze „skrzydłem” Jedynki jako 9w1). Czasem jednak zdarza się, że oba typy oddziałują tak samo silnie lub tak samo słabo.

## Symbol
Schemat Enneagramu, często nazywany jego mapą, składa się z koła i wpisanego w nie dziewięciokąta, połączonego dwiema liniami tworzącymi zamknięte cykle. Krótszy, w kształcie trójkąta równobocznego, łączy typy pierwotne triad: Trójkę – triady emocji, Szóstkę – triady intelektu i Dziewiątkę – triady instynktu. Drugi cykl łączy pozostałe typy w kolejności, którą przedstawia ułamek 1:7 = 0,142857142857... Pojawiają się tu cyklicznie te cyfry Enneagramu, z których żadna nie dzieli się przez 3. Tak tworzą się połączenia między niemal wszystkimi punktami. 

## Kierunki integracji i dezintegracji
Każda z cyfr Enneagramu jest połączona linią z dwiema innymi cyframi. Na jej podstawie można odczytać, w jaki sposób dany typ osobowości będzie się zachowywał w momentach stresu i w chwilach komfortu, do jakich zachowań będzie zdolny, przyjmując postawę zdrową lub patologiczną. Odczytujemy to w następującym kierunku: 1–4–2–8–5–7–1, gdzie punkt komfortu znajduje się po lewej stronie danej cyfry (kierunek integracji), a punkt stresu po prawej (kierunek dezintegracji).
Odwrotna zasada obowiązuje w trójkącie: 3–6–9–3.
Punkt 8 jest punktem komfortu dla Piątek – kiedy Piątka przybiera postawę dojrzałą, potrafi działać równie skutecznie i szybko jak Ósemka. Ten sam punkt jest punktem stresu dla Dwójki – będzie ona odczuwać lęk przed byciem wykorzystaną oraz wściekłość na tych, którzy nie chcą spełnić jej potrzeb. Z kolei Jedynka, która zwykle traktuje życie bardzo poważnie, integruje się w kierunku Siódemki i zaczyna patrzeć na świat bardziej optymistycznie. Natomiast w stronę Siódemki dezintegruje się Piątka, która zatraca się w bezcelowej aktywności, szukaniu rozrywki i egoizmie.

## Ośrodki intuicji
Każdy z typów ma trzy ośrodki intuicji: ośrodek emocji, intelektu i działania (instynktu). U każdego z nich są one ułożone w różnej kolejności jako ośrodek dominujący (główny), ośrodek wtórny i ośrodek trzeci – nieużywany. Typy 3, 6 i 9 tłumią ośrodek główny – przechodzi on na pozycję ośrodka trzeciego, a dwa pozostałe ośrodki są wykorzystywane w równym stopniu jako ośrodki wtórne. Wszystkie typy można podzielić w trójki, biorąc pod uwagę różne kryteria. 
Typy można podzielić pod względem głównego ośrodka, jakim się kierują w życiu, oraz emocji nadającej ton ich osobowości. Dla osobowości typu 2, 3 i 4 będzie to intuicja uczuciowa i wstyd oraz wiążący się z nim głód uznania. Dla osobowości typu 5, 6 i 7 – intuicja intelektualna i lęk. Natomiast dla typu 8, 9 i 1 – intuicja cielesna oraz gniew. Ponadto każdy z trzech typów przyporządkowanych do wydzielonych w ten sposób grup inaczej radzi sobie z emocją dominującą. W każdej trójce jest typ, który stara się poradzić sobie z problemem w najprostszy sposób, oraz dwa, które starają się obejść problem, szukając rozwiązania poza sobą lub w sobie. W grupie 2, 3 i 4 osobowość typu drugiego jest ekstrawertyczna; szuka uznania i akceptacji u innych ludzi (ale nie musi być ekstrawertykiem), osobowość typu czwartego wykazuje cechy introwertyczne w tym sensie, że szuka akceptacji w sobie, a uznanie stara się zdobyć, zachowując się inaczej niż inni (ale nie musi być introwertykiem), zaś typ trzeci tłumi swój główny ośrodek emocji, a uznanie próbuje zdobyć, zapracowując na nie. W grupie 5, 6 i 7 lęk przed niebezpieczeństwem i cierpieniem zmusza osobowość typu 5 do ukrywania się w sferze intelektu, osobowość typu 7 do wychodzenia światu naprzeciw, natomiast typ 6 tłumi swój główny ośrodek i wszędzie wypatruje zagrożeń, jednocześnie próbując ich uniknąć. W grupie 8, 9, 1; osobowość typu 8 uzewnętrznia agresję, walcząc z całym światem o władzę, typ 1 kieruje gniew ku sobie, krytykując się za niedoskonałości, a typ 9 tłumi swój główny ośrodek działania i stara się uporać z gniewem, unikając za wszelką cenę konfliktu i sytuacji, w których będzie musiał zająć określone stanowisko.

## Koncentracja na czasie
Inny podział można uzyskać, biorąc pod uwagę kryterium koncentracji na czasie. Typy 4, 5 i 9 koncentrują się na przeszłości (u 4 i 5 działanie jest nieużywanym ośrodkiem trzecim, u 9 – tłumionym ośrodkiem), są to też typy najbardziej wycofane. 1, 2 i 6 skupiają uwagę na teraźniejszości (brak roztrząsania przeszłości czy zastanawiania się nad przyszłością – intelekt jako trzeci ośrodek), są to typy zależne od ludzi. 3, 7 i 8 koncentrują się natomiast na przyszłości (emocje nie grają większej roli, ważne jest to, co będzie jutro). Są to typy agresywne.

## Stosunek do życia
W odniesieniu do życia i innych ludzi, typy 2, 5 i 8 są zdobywcami (Dwójka zdobywa miłość, Piątka wiedzę, zaś Ósemka władzę); 3, 6 i 9 preferują mediację – wierzą w możliwość osiągnięcia kompromisu ze światem, a 4, 7 i 1 wybierają ograniczanie – wolą płynąć pod prąd.

## Złudzenia i praca z Enneagramem
Enneagram zakłada, że każdy z typów koncentruje się nadmiernie na pewnym fragmencie rzeczywistości. Na przykład typ szósty skupia się na ukrytych zamiarach innych ludzi, typ trzeci – na działaniu, a typ drugi – na cudzych potrzebach. Praca z Enneagramem powinna polegać na uświadomieniu sobie własnych ograniczeń i mechanizmów obronnych oraz na próbie ich przekraczania. 
Według teorii Enneagramu każdy z typów osobowości wyuczył się pewnej postawy w kontaktach społecznych, która według niego sprawia, że jest w stanie kontrolować daną sytuację. Jednocześnie nie zdaje sobie sprawy z ograniczeń, jakie sobie sam stawia. System ten sugeruje, że wszystkie typy osobowości uciekają na różny sposób od prawdziwych rozwiązań. Np. szóstce wydaje się, że będzie szczęśliwa, jeśli dostosuje się do innych, a oni ją zaakceptują, tymczasem prawdziwy spokój osiągnęłaby, gdyby pozwoliła sobie na więcej odwagi i samodzielności. Dziewiątka próbuje osiągnąć spokój poprzez rezygnację z działania, jednak prawdziwe spełnienie przyniosłoby jej zaangażowanie w kierowanie własnym życiem.
Swój typ osobowości można określić za pomocą testów dostępnych w Internecie lub własnym dociekaniom i poszukiwaniem informacji.

## Krytyka
Środowisko naukowe nie uznaje Enneagramu za użyteczne narzędzie do klasyfikacji osobowości. W 2006 roku w badaniu ankietowym realizowanym metodą delficką 101 specjalistów pochodzących m.in. z Amerykańskiego Towarzystwa Psychologicznego poproszono o przedstawienie popularnych, choć niewiarygodnych narzędzi będących nadal w użyciu. Enneagram był jedną z 5 praktyk, które zaproponowało do zdyskredytowania powyżej 25% wszystkich badanych. Eksperci zaznajomieni z praktyką przyznali jej średnią ocenę 4.14, która odpowiada ocenie „prawdopodobnie zdyskredytowana” (przy skali 3 = możliwe, że zdyskredytowana, 4 = prawdopodobnie zdyskredytowana, 5 = zdecydowanie zdyskredytowana).
W 2020 roku systematyczny przegląd prac na podstawie 104 badań dotyczących Enneagramu wykazał, że system nie jest wiarygodnym narzędziem do jednoznacznej klasyfikacji osobowości (w zestawieniu z powszechnie uznawanymi narzędziami, np. Testem Myersa-Briggsa lub Wielka piątka). Badacze zauważyli też, że nie udało im się znaleźć wiarygodnych badań dotyczących drugorzędnych postulatów systemu, np. podziału na „skrzydła”, ucieczki do przeciwległych grup w związku z sytuacją stresową, etc., które potwierdzałyby postulaty popularyzatorów.
System Enneagramu krytykowany jest za schematyczność i „szufladkowanie” ludzi. Zwolennikom tego systemu zarzuca się też brak badań, które uwiarygodniłyby tę teorię i dały możliwość poważnego traktowania jej w świecie nauki. Badania, prowadzone m.in. przez Helen Palmer, wskazują wyraźnie na możliwość integracji systemu z zachodnią psychologią. Używała ona do swoich badań między innymi testu MMPI oraz MBTI. Stworzyła inwentarz typów Enneagramu, zwany Inwentarzem Enneagramu Cohenów i Palmer (CPEI).